# Détachement de Légion étrangère de Mayotte
Le détachement de Légion étrangère de Mayotte (DLEM) était une des unités d'infanterie de la Légion étrangère stationnée outre-mer. Il était implanté à proximité immédiate du continent africain, entre Madagascar et la côte africaine dans le canal du Mozambique. 
Le DLEM était une force de souveraineté dans l'océan Indien. Outre sa présence à Mayotte, il armait en permanence un poste sur les Îles Glorieuses (îles appartenant aux îles Éparses). Polyvalent, le DLEM pouvait être engagé seul ou en complément d'autres unités, en opération extérieure ou intérieure, ou encore servir de plate-forme pour faciliter l'engagement régional d'une unité extérieure. 
Il était stationné au Quartier Cabaribère à Dzaoudzi sur l'île de Petite Terre depuis sa création en 1976. 
En 1956, des éléments provenant du BLEM (Bataillon de Légion étrangère de Madagascar) s'installent sur les Comores, notamment à Mayotte. Le 3e REI arrive à Madagascar en 1962, venant d'Algérie. Lors du départ du 3e REI de Diégo-Suarez (Madagascar) le 2 août 1973, la 2e compagnie devient DLEC (Détachement de la Légion étrangère des Comores). 
En 1975, lorsque trois îles des Comores accèdent à l'indépendance, le DLEC retire sa section de Grande Comore et devient DLEM (Détachement de Légion étrangère de Mayotte) stationné à Dzaoudzi, sur l'île de Mayotte, restée française.
Le DLEM était dépositaire de l'étendard du 2e régiment étranger de cavalerie depuis 1984.
Le 1er juin 2024, il devient le 5e régiment étranger (5e RE).

## Chefs de corps
| - 1973 : capitaine Grandjean - 1976 : lieutenant-colonel Racaud - 1977 : lieutenant-colonel Sabarrere - 1979 : lieutenant-colonel Bargoin - 1981 : lieutenant-colonel Paingault - 1983 : lieutenant-colonel Savalle - 1985 : lieutenant-colonel Caseneuve - 1987 : lieutenant-colonel Bourgogne - 1989 : lieutenant-colonel Philippe Bouvattier - 1991 : lieutenant-colonel Bernard Dufour | - 1993 : lieutenant-colonel Henri Cormier - 1995 : lieutenant-colonel Georges Bernard Bon - 1997 : lieutenant-colonel Mauguen - 1999 : lieutenant-colonel Patrick Esteve - 2001 : lieutenant-colonel Patrick Munoz - 2003 : lieutenant-colonel Denis Bevilard - 2005 : lieutenant-colonel Broda - 2007 : lieutenant-colonel François Compin - 2009 : lieutenant-colonel Bruno Schiffer - 2011 : lieutenant-colonel Thibault O'Mahony | - 2013 : lieutenant-colonel Jean de Mesmay - 2015 : lieutenant-colonel Rémi Bariety - 2017 : lieutenant-colonel Thomas Labouche - 2019 : lieutenant-colonel Hugues Latournerie - 2021 : colonel Axel Girard - 2023 : colonel Jean-Alexis Poupon - 2025 : colonel Renaud voyer |

## Historique des combats, batailles et garnisons
Le 4 juillet 1967, les premiers éléments de la 2e compagnie du 3e REI arrivent à Moroni. Après avoir remis en condition un casernement à Voidiou, au nord de Moron, les éléments précurseurs accueillent le reste de la compagnie. 
Le quartier général de la compagnie s'installe alors sur l'îlot de Dzaoudzi. En 1973, le 3e REI part pour la Guyane, laissant sur place sa compagnie qui forme corps en prenant le nom de Détachement de la Légion étrangère aux Comores (DLEC).
En 1976, lors de l'accession à l'indépendance des Comores, le détachement de Moroni est rapatrié à Mayotte, l'île ayant, au cours du référendum, choisi de rester française. C'est à ce moment que l'unité devient le Détachement de Légion étrangère à Mayotte (DLEM). Son chef de corps est alors un lieutenant-colonel et le régiment monte en puissance pour devenir le point d'appui de la France dans la région. Un dépôt du Service des essences des armées et une usine de dessalement d'eau sont créées sur place.
Afin d'accompagner sa montée en puissance, le Détachement accueille des éléments en mission de courte durée (élément de génie, compagnie tournante du 2e REI ou du 1er REC. Il dispose aussi d'un élément de transit sur l'île de la Réunion.

### 1976-2006
En septembre 1995, la batterie d'artillerie 11e RAMa en mission de courte durée sur place ainsi que l'escadron de commandement et des services participent à l'opération Azalée aux Comores.
Le détachement participe également, en fonction des besoins, aux opérations de coopération militaire de zone diligentées par les FAZSOI : formation des forces malgaches, etc.

## Organisation
Le détachement de la Légion étrangère à Mayotte est, comme toutes les unités outre-mer, composé de personnel en MLD (mission de longue durée de 3 ans) et en MCD (Mission de courte durée de 4 mois), provenant de la Légion étrangère ou du régime général. Le DLEM compte plus de 270 hommes dont une centaine de permanents.
La Compagnie de commandement et de logistique (CCL) est composée de cadres et légionnaires, chacun d'eux possédant une double qualification (spécialiste et combattant). Elle regroupe tous les services nécessaires au commandement et au fonctionnement du régiment (état major, bureau opérations instruction, bureau maintenance logistique, transmissions, service médical, soutien du combattant, etc.). Elle arme en outre le Centre d'instruction et d'aguerrissement nautique qui dispense des formations d'aguerrissement en milieu lagunaire au profit des unités de passage et d'armées étrangères, qui y suivent toutes un stage intensif a dominante nautique. Elle contribue a toutes les missions opérationnelle du DLEM.
La 1re compagnie de combat (unité d'infanterie organique à 4 sections) est armée par des régiments exclusivement d'infanterie appartenant à différentes unités opérationnelles de l'armée de terre. Elle est composée d'une section de commandement, de trois sections de combat et d'une section d'appui. Cette compagnie, apte à remplir toute mission opérationnelle spécifique d'infanterie, complète, grâce au terrain et aux conditions exigeantes de Mayotte, son expérience outre-mer et parfait ses connaissances en matière d'amphibie. 

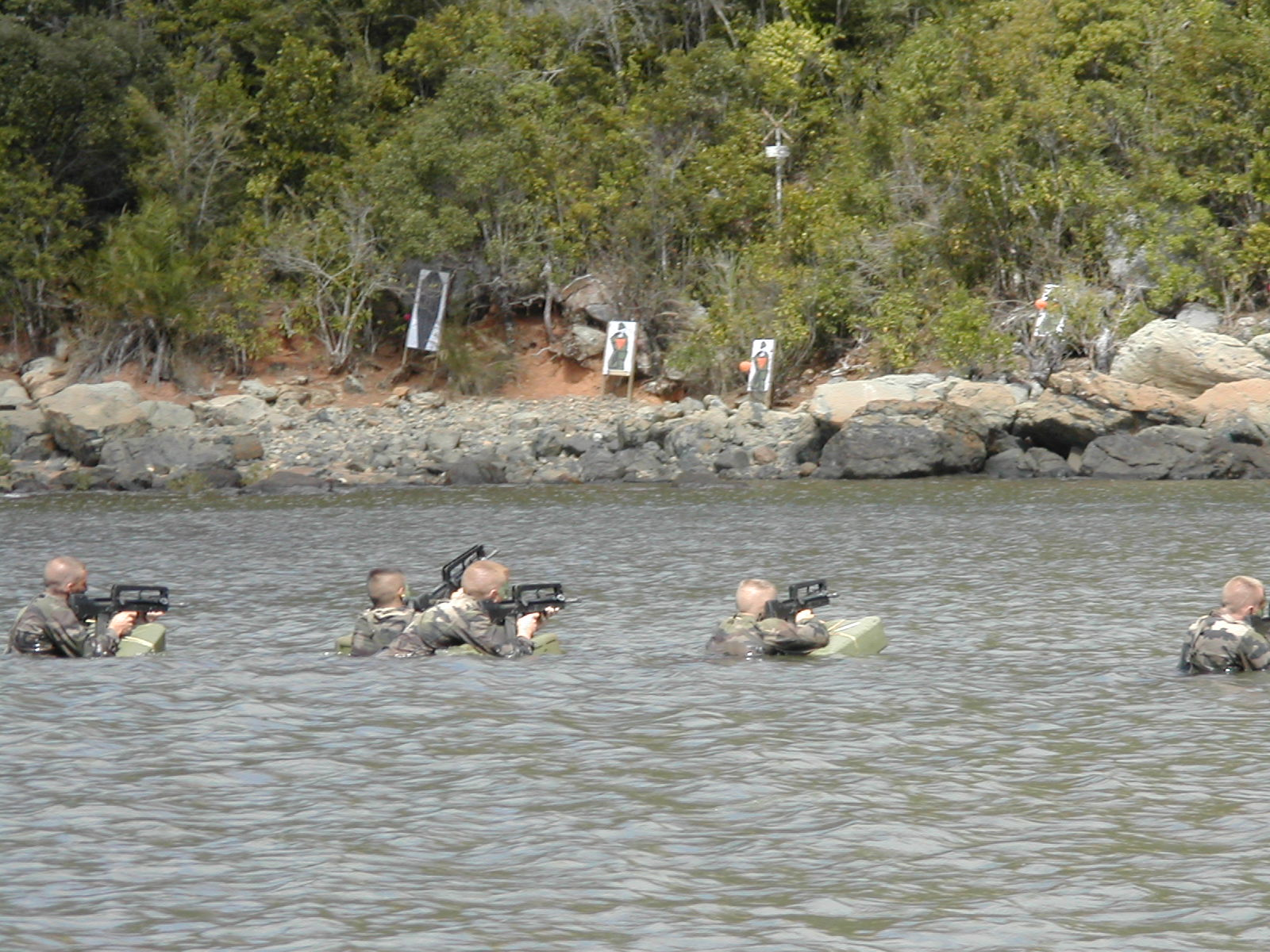
Séance de tir lagune

## Insigne
Rectangle d'or sur lequel se détache le contour de l'île de Mayotte en blanc ; en haut à droite la grenade à sept flammes stylisée, en bas et à gauche l'inscription DLEM en noir. La forme et la couleur de l'insigne rappellent celui du DLEC.
Le contour de l'île précise l'implantation. La bombe de la grenade est dissones à l'emplacement de Dzaoudzi sur la carte. Il a été dessiné par le caporal-chef Pardel lors d'un concours organisé par le chef de bataille Racaud.

## Drapeau
Le 31 juillet 1984, le détachement reçoit la garde de l'étendard du 2e REC.